# Johann August Zeune

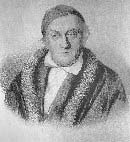
Johann August Zeune

Johann August Zeune, född 12 maj 1778 i Wittenberg, död 14 november 1853 i Berlin, var en tysk geograf och främjare av blindundervisningen.
Zeune blev 1810 professor i geografi vid Berlins universitet. Han var genom sitt arbete Gea, Versuch einer wissenschaftlichen Erdbeschreibung (1808; tredje upplagan 1830) en värdig föregångare till Carl Ritter. Han stiftade 1828 i Berlin ett sällskap för geografi och framställde ändamålsenliga reliefglober. 
Han inrättade även den första tyska blindanstalten (i Berlin, 1806) samt genom förbättrade metoder och utgivna skrifter, bland annat Belisar, über den Unterricht der Blinden (flera upplagor). Kort före befrielsekriget 1813 höll han fosterländskt eldande föredrag över "Nibelungenlied", vilken dikt han översatte på nyhögtyska 1813 (ny upplaga 1836) och utgav i original 1815. Han stiftade i Berlin 1814 ett sällskap för tyska språket.